# Louise de Clermont
Louise de Clermont, född 1504, död 1596, hertiginna av Tonnerre och hertiginna d’Uzès, var en fransk hovfunktionär. Hon var Guvernant till Frankrikes barn till Karl IX av Frankrike och hovdam och förtrogen till Katarina av Medici. Hon tillhörde kungafamiljens innerst intima krets och var som sådan en betydande figur vid det franska hovet. 

## Biografi
Louise de Clermont var dotter till Bernardin de Clermont och Anne de Husson och gifte sig 1539 med François du Bellay (d. 1554) och 1556 med Antoine de Crussol. 

### Hovfröken
Hennes barndom är okänd, men det anses troligt att hon uppfostrades med Renée av Frankrike, eftersom hennes moster Françoise de Rohan var i Renées hushåll och hennes guvernant från 1525. Hon var hovfröken till Louise av Savojen från senast 1527 till 1531. Sedan Louise av Savojen dött 1531 blev hon hovfröken hos kungens döttrar Madeleine och Marguerite, som hade ett gemensamt hushåll under överinseende av sin guvernant Charlotte de Cossé-Brissac. Louise de Clermont fick smeknamnet Minerva på grund av sin kultiverade personlighet, men beskrivs också som kvick, frank och humoristisk. Hon figurerade i flera anekdoter om sin kvickhet inför bland andra kungen och påven.
År 1537 gifte sig prinsessan Madeleine och Katarina av Medici blev kronprinsessa, och de hovdamer som hade ingått i prinsessornas gemensamma hushåll fördelades på Katarinas, Madeleines och Marguerites enskilda hushåll eller skickades hem. Vid denna tid tycks Louise ha varit inblandad i någon slag skandal, eftersom hon tillhörde dem som skickades hem, men hon återvände efter en tid: hon förvisades med två andra hovfröknar, som båda var kända för protestantiska böjelser, och det anses troligt att förvisningen berodde på detta. Hon avslutade sin karriär som hovfröken då hon gifte sig 1539, vid en högre ålder än vad som var vanligt på grund av finansiella problem.  

### Hovdam
Louise de Clermont blev 1552 hovdam (Dame) till Katarina av Medici. Hon var en personlig vän och förtrogen till Katarina av Medici sedan dennas ankomst till Frankrike 1533 och kom att bli omtyckt även av den övriga kungafamiljens medlemmar och betraktas som en i familjen. På grund av sin verbala förmåga och breda kontaktnät under sin långa tid vid hovet anlitades hon ofta som medlare, och det var vanligt att kungahusets medlemmar bad henne medla mellan dem. Hon fungerade också som rådgivare. Tillsammans med sin andre make övergick hon till protestantismen och influerade Katarina av Medici till en mild politik i religionsfrågan. Hon följde med Katarina på dennas rundtur i Frankrike 1564–1566, och gick strax bakom henne i bröllopet mellan Henrik av Navarra och Margareta av Valois i Paris år 1572. Under bartolomeinatten fick hennes make tillstånd att fly, men själv kvarblev hon i Paris och konverterade till katolicismen. 